# Samyda ramosissima
Samyda ramosissima är en videväxtart som först beskrevs av August Heinrich Rudolf Grisebach, och fick sitt nu gällande namn av J. E. Gut.. Samyda ramosissima ingår i släktet Samyda och familjen videväxter. Inga underarter finns listade i Catalogue of Life.